# Sterigmapetalum colombianum
Sterigmapetalum colombianum är en tvåhjärtbladig växtart som beskrevs av Joseph Vincent Monachino. Sterigmapetalum colombianum ingår i släktet Sterigmapetalum, och familjen Rhizophoraceae. Inga underarter finns listade i Catalogue of Life.